# Gerald Rom Warlters Horne
Gerald Rom Warlters Horne, britanski general, * 1898, † 1978.